# Rubus rossensis
Rubus rossensis är en rosväxtart som beskrevs av Alan Newton. Rubus rossensis ingår i släktet rubusar, och familjen rosväxter. Inga underarter finns listade i Catalogue of Life.